# 尼泊尔藤菊
尼泊尔藤菊（学名：Cissampelopsis buimalia）是菊科菊藤属的植物。分布在锡金、不丹、尼泊尔以及中国大陆的云南等地，生长于海拔2,100米的地区，多生长于灌木上，目前尚未由人工引种栽培。

## 异名
- Senecio buimalia Buch.-Ham.
- Senecio buimalia Buch.-Ham. ex D. Don var. bambusetorum Hand.-Mazz.